# Główny Zarząd Sztabu Generalnego Sił Zbrojnych Federacji Rosyjskiej

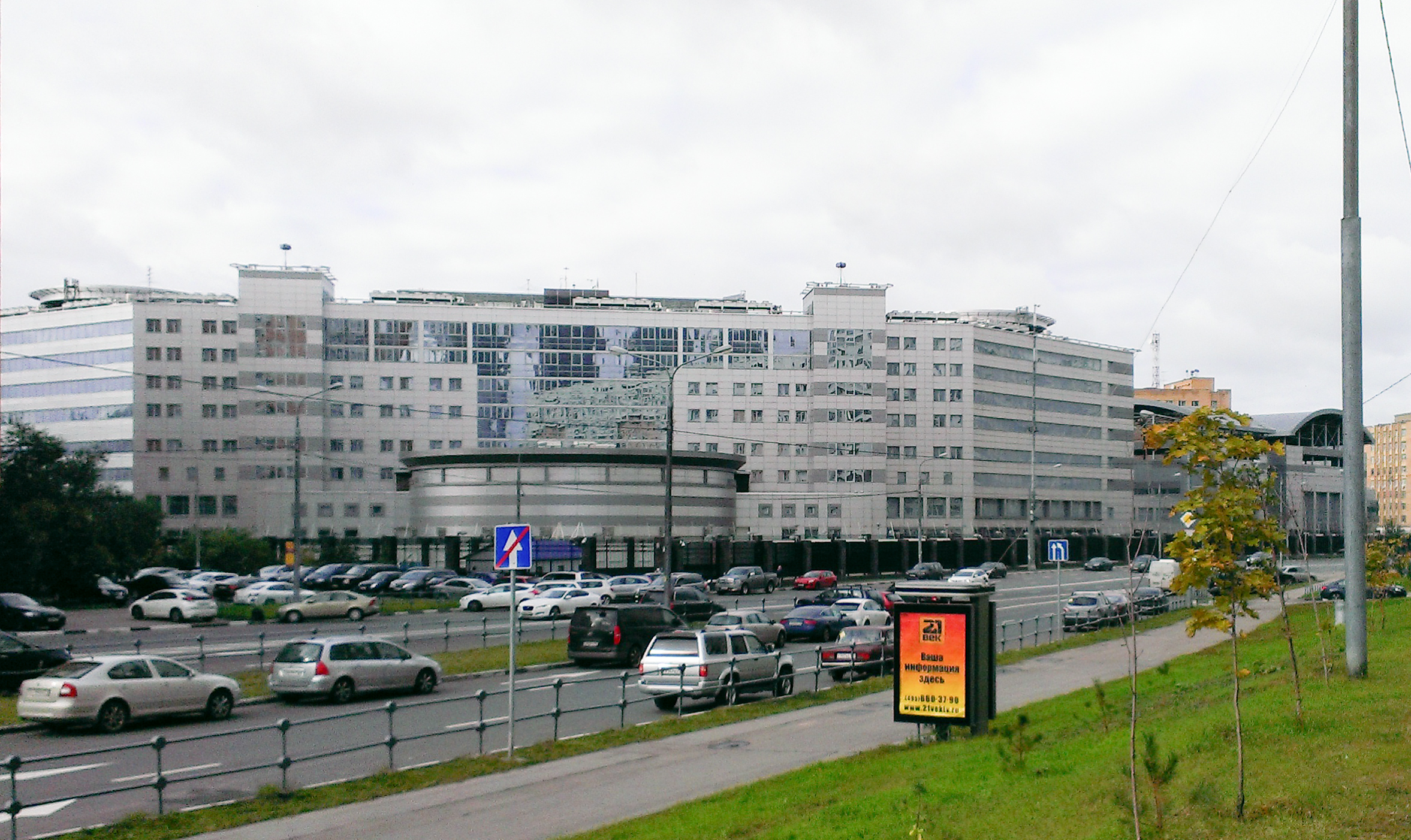
Zespół budynków Głównego Zarządu Sztabu Generalnego w Moskwie

Główny Zarząd Sztabu Generalnego Sił Zbrojnych Federacji Rosyjskiej (ros. Главное  управление Генерального штаба Вооруженных Сил Российской Федерации) – organ wywiadu zagranicznego Ministerstwa Obrony Federacji Rosyjskiej i centralny organ wywiadu Sił Zbrojnych Federacji Rosyjskiej; został przekształcony z Głównego Zarządu Wywiadowczego Sztabu Generalnego Sił Zbrojnych Federacji Rosyjskiej.
Podstawą prawną dla działalności Głównego Zarządu jest Konstytucja Federacji Rosyjskiej, ustawy federalne „O Służbie Wywiadu”, „O obronie”, „O bezpieczeństwie” i inne normatywne akty prawne federalnych organów władz państwowych dotyczące wywiadu zagranicznego Federacji Rosyjskiej.

## Zadania
Główny Zarząd SzG SZ FR realizuje zadania w sferze wojskowej, wojskowo-politycznej, wojskowo-technicznej, wojskowo-ekonomicznej i ekologicznej.
Do celów działalności wywiadowczej Głównego Zarządu należy:
- zdobywanie informacji wywiadowczych, niezbędnych do podejmowania decyzji politycznych w obszarach gospodarki, obronności, nauki, techniki i ekologii przez Prezydenta, Zgromadzenie Federalne, rząd i Ministra Obrony Federacji Rosyjskiej oraz szefa Sztabu Generalnego SZ FR;
- zabezpieczanie warunków gwarantujących pomyślną realizację polityki Federacji Rosyjskiej w sferze obrony i bezpieczeństwa;
- wspieranie rozwoju gospodarczego, postępu naukowo-technicznego kraju i bezpieczeństwa wojskowo-technicznego Federacji Rosyjskiej.

## Szefowie GZ SzG SZ FR
Na czele Głównego Zarządu SzG SZ FR stoi Szef Głównego Zarządu Sztabu Generalnego Sił Zbrojnych Federacji Rosyjskiej – Zastępca Szefa Sztabu Generalnego Sił Zbrojnych Federacji Rosyjskiej.
| Szefowie Głównego Zarządu Sztabu Generalnego Sił Zbrojnych Federacji Rosyjskiej |                                   |                                         |      |
| 1                                                                               | Walentin Korabielnikow (ur. 1946) | 1997 (właśc. od przekształcenia w 2004) | 2009 |
| 2                                                                               | Aleksandr Szlachturow (ur. 1947)  | 2009                                    | 2011 |
| 3                                                                               | Igor Siergun (1957–2016)          | 2011                                    | 2016 |
| 4                                                                               | Igor Korobow (1956–2018)          | 2016                                    | 2018 |
| 5                                                                               | Władimir Aleksiejew               | 2018                                    |      |

## Struktura Głównego Zarządu Wywiadu
W czasie swojego istnienia struktura GRU przeszła kilka reform. W obecnej formie, według otwartych i dostępnych źródeł, struktura GRU składa się z 13 oddziałów głównych i 8 oddziałów pomocniczych z oddziałami.

### Główne kierownictwo
- Pierwsze kierownictwo – kraje Unii Europejskiej
- Drugie kierownictwo – kraje Ameryki Północnej i Ameryki Południowej, Wielka Brytania, Australia, Nowa Zelandia
- Trzecie kierownictwo – kraje Azji
- Czwarte kierownictwo – kraje Afryki
- Piąte kierownictwo – kierownictwo operacyjne
- Szóste kierownictwo – wywiadu radiotechnicznego
- Siódme kierownictwo – NATO
- Ósme kierownictwo – zarządzanie sabotażem
- Dziewiąte kierownictwo  – technologii wojskowej
- Dziesiąte kierownictwo  – gospodarki wojskowej
- Jedenaste kierownictwo  – doktryn strategicznych i uzbrojenia

### Kierownictwa i działy pomocnicze
- Kierownictwo wywiadem kosmicznym
- Zarządzanie personelem
- Zarządzanie operacyjne i techniczne
- Dział administracyjno-techniczny
- Zarządzanie kontaktami zewnętrznymi
- Dział archiwum
- Serwis informacyjny